# O Pensador
O Pensador (francês: Le Penseur) é uma das mais famosas esculturas de bronze do escultor francês Auguste Rodin. Retrata um homem em meditação soberba, lutando com uma poderosa força interna.
Originalmente chamado de O Poeta, a peça era parte de uma comissão do Museu de Arte Decorativa em Paris para criar um portal monumental baseada na Divina Comédia, de Dante Alighieri. Cada uma das estátuas na peça representavam um dos personagens principais do poema épico. O Pensador originalmente procurava retratar Dante em frente dos Portões do Inferno, ponderando seu grande poema. A escultura está nua porque Rodin queria uma figura heroica à la Michelangelo para representar o pensamento assim como a poesia.

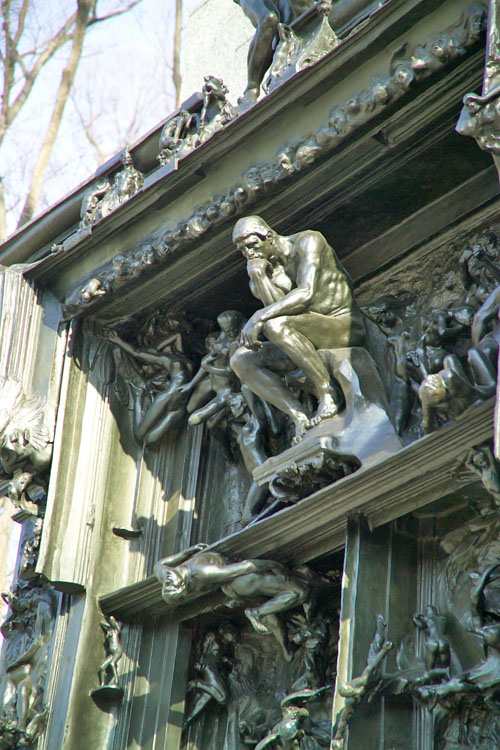
O pensador original, na Porta do Inferno.

Rodin fez sua primeira versão por volta de 1880. A primeira estátua (O Pensador) em escala maior foi terminada em 1902, mas não foi apresentada ao público até 1904. Tornou-se propriedade da cidade de Paris graças a uma contribuição organizada pelos admiradores de Rodin e foi colocada em frente do Panteão em 1906. Em 1922, contudo, foi levada para o Hotel Biron, transformado no Musée Rodin. Mais de vinte cópias da escultura estão em museus em volta do mundo. Algumas destas cópias são versões ampliadas da obra original assim como as esculturas de diferentes proporções.
O Instituto Ricardo Brennand na cidade do Recife, Pernambuco, possui uma versão ampliada da obra original, exposta em seu acervo particular, na Galeria.